# Liam Boyle
Liam Boyle (* 19. September 1985 in Bolton, England) ist ein britischer Schauspieler.

## Leben
Liam Boyle wuchs in Heywood, Greater Manchester auf. Er absolvierte eine Theaterausbildung am Oldham Theatre Workshop. Während seiner College-Zeit bekam er vom Agenten David Shaw eine kleine Nebenrolle im Film Love + Hate angeboten. Nach dieser Premiere spielte er in bekannten britischen Fernsehserien, wie The Street und Land Girls, mit. Danach folgten seine bisher wohl bekanntesten Rollen, zum einen an der Seite von Stephen Graham als Elvis in Awaydays, zum anderen als Paul an der Seite von David Oakes in Truth or Dare. Des Weiteren spielte er in der Fernsehserie Scott & Bailey den Bruder von Rachel Bailey, Dominic Bailey, der frisch aus dem Gefängnis kommt und einige Probleme zu bewältigen hat.
Liam Boyle lebt mit seiner Freundin, der Schauspielerin Jo Woodcock, in London.

## Filmografie (Auswahl)
- 2005: Love + Hate
- 2005: Magnificent 7 (Fernsehfilm)
- 2005, 2006: Shameless (Fernsehserie, 2 Episoden)
- 2006: Northern Lights (Fernsehserie, 1 Episode)
- 2006: The Bill (Fernsehserie, 1 Episode)
- 2006: Goldplated (Fernsehserie, 2 Episoden)
- 2007: Casualty (Fernsehserie, 1 Episode)
- 2007: Instinct (Fernsehfilm)
- 2006–2007: The Street (Fernsehserie, 2 Episoden)
- 2006–2007: Drop Dead Gorgeous (Fernsehserie, 10 Episoden)
- 2007: Doctors (Fernsehserie, 1 Episode)
- 2008: Spooks: Code 9 (Fernsehserie, 6 Episoden)
- 2009: Awaydays
- 2009: Robin Hood (Fernsehserie, 1 Episode)
- 2009–2011: Land Girls (Fernsehserie, 10 Episoden)
- 2010: Powder
- 2012: Truth or Dare
- 2012: Scott & Bailey (Fernsehserie, 8 Episoden)
- 2013: The Look of Love
- 2013: Skins – Hautnah (Skins UK, Fernsehserie, 2 Episoden)
- 2015: Boys on Film 13: Trick & Treat (Segment Mirrors)
- 2025: Departures